# Chiesa di San Vitale Martire (Napoli)

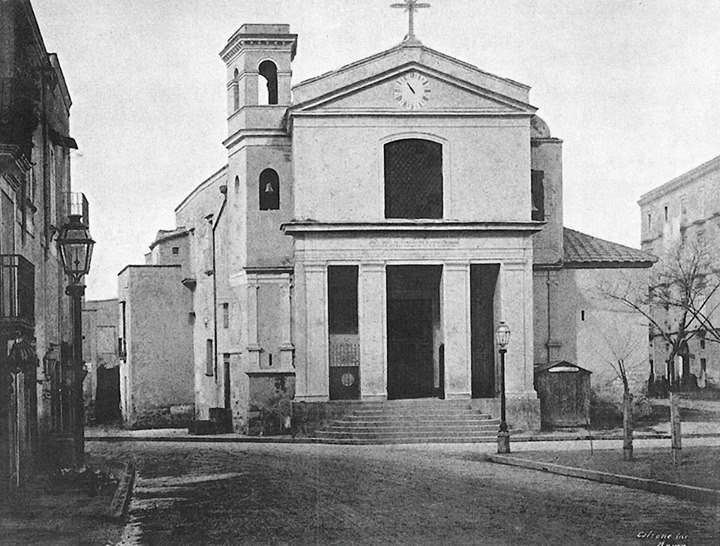
La chiesa antica prima del restauro di Breglia (metà '800)

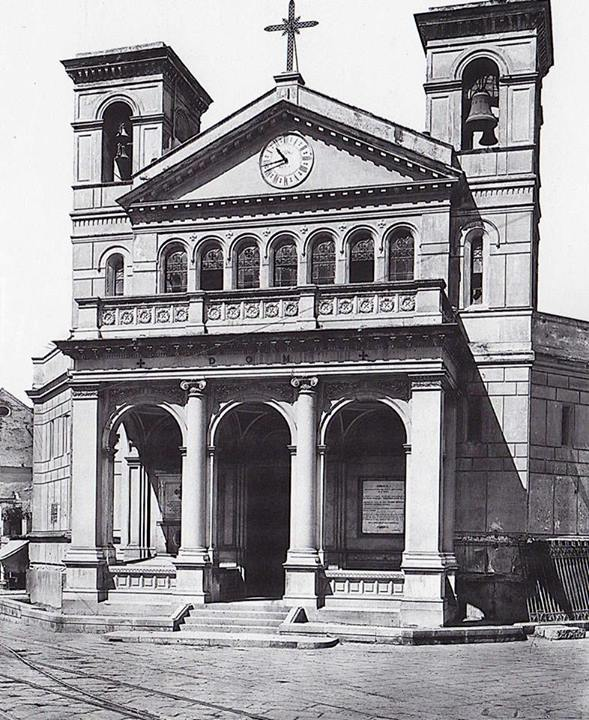
La chiesa dopo il restauro di Breglia (1900 ca.)

La chiesa di San Vitale Martire è una monumentale chiesa di Napoli dedicata a san Vitale martire in Bologna; è situata in piazza San Vitale nel quartiere di Fuorigrotta.

## Storia e descrizione
Sin dal tempo dell'Impero Romano, è documentata nel 985 l'esistenza di una chiesa o di un oratorio dedicato a San Vitale martire. Il suo culto, arrivò a Napoli quando la città ed il suo territorio furono un ducato bizantino dipendente da Ravenna.
All'interno della chiesa fu sepolto il poeta Giacomo Leopardi. Nel 1844 il sepolcro fu spostato nel pronao della chiesa e reso parietale su disegno di Michele Ruggiero e a spese dell'amico Antonio Ranieri. Sulla lapide fu posta un'epigrafe di un altro amico di Leopardi: Pietro Giordani.
Nel 1897 fu emanata una legge che dichiarò la tomba di Leopardi monumento nazionale e stabilì la ristrutturazione della facciata e del pronao della chiesa su progetto di Nicola Breglia. I lavori terminarono nell'anno 1900. Il 29 giugno 1902 il monumento sepolcrale di Leopardi, restaurato, fu inaugurato.
Il nome della piazza antistante la chiesa da piazza San Vitale fu tramutato in piazza Giacomo Leopardi per omaggiare ulteriormente il poeta. Nel 1927 vi fu inaugurata la stazione della direttissima che ancora oggi mantiene il nome originario di Napoli Piazza Leopardi, sebbene la piazza originaria oggi non esista più.
La struttura religiosa fu infatti demolita nel 1939 per far spazio al nuovo viale Augusto e all'odierna piazza Italia, nell'ambito dei lavori di risanamento dell'intera zona. I resti di Leopardi furono traslati nel parco della tomba di Virgilio il 22 febbraio 1939.
La chiesa è stata ricostruita nel secondo dopoguerra, tra il 1952 e il 1954, in un luogo diverso su progetto di Ferdinando Chiaromonte. Fu ripristinato il vecchio nome di piazza San Vitale per il nuovo slargo che si trova lungo viale Augusto. I lavori si protrassero fino agli anni '60, quando il Comune di Napoli consegnò le chiavi della chiesa all'economo curato Francesco Siviglia il 1º luglio 1963.
All'interno, come testimonianza dell'antico splendore, vi sono conservati due grandi quadri di Paolo De Matteis: Il Trionfo di Giuditta ed il Trionfo di Davide. All'esterno, spicca la cupola ispirata a quella della Cattedrale di Santa Maria del Fiore a Firenze. Nel 1968 è stato installato un organo, in seguito ampliato nel 1996, realizzato dai Fratelli Ruffatti di Padova.